# Sander Station
Sander Station (Sander stasjon) var en jernbanestation, der lå i byområdet Sander i Sør-Odal kommune på Kongsvingerbanen i Norge.
Stationen åbnede sammen med banen 3. oktober 1862. Den blev fjernstyret 21. maj 1966, nedgraderet til holdeplads 1. juli 1967 og gjort ubemander 17. marts 1969. Stationen blev nedlagt 9. december 2012 i forbindelse med indførelsen af ny køreplan for togtrafikken i Østlandsområdet.
Stationsbygningen er opført i schweizerstil og er som de øvrige stationer på Kongsvingerbanen tegnet af arkitekterne Heinrich Ernst Schirmer og Wilhelm von Hanno. På Seterstøa Station andetsteds på banen står der en bygning af samme type. Stationsbygningen blev fredet sammen perronen og et haveanlæg i 2002.